# Martin Erat
Martin Erat (ur. 29 sierpnia 1981 w Třebíču) – czeski hokeista, reprezentant Czech, czterokrotny olimpijczyk.
Jego brat Roman (ur. 1979) także jest hokeistą.

## Kariera
- HC Zlín U20 (1997-1999)
- HC Zlín (1999)
- Saskatoon Blades (1999-2001)
- Red Deer Rebels (2001)
- Nashville Predators (2001-2004, 2005-2013)
  -  Milwaukee Admirals (2002-2003)
  -  PSG Zlín (2004-2005)
- Washington Capitals (2013-2014)
- Phoenix Coyotes (2014-2015)
- Awangard Omsk (2015-2016)
- HC Kometa Brno (2016-2020)

Wychowanek klubu SK Horácká Slavia Třebíč. Karierę profesjonalną zaczynał w czeskim klubie PSG Zlín. Już po roku jego talent został dostrzeżony, w konsekwencji czego został wybrany w drafcie NHL z 1999 z numerem 191 przez drużynę Nashville Predators. Po tym wyborze pierwsze dwa lata spędził w drużynach WHL – Saskatoon Blades i Red Deer Rebels. W barwach tego drugiego klubu w 2001 roku zdobył z zespołem trofeum Ed Chynoweth Cup (mistrzostwo WHL) oraz Memorial Cup (mistrzostwo CHL), a indywidualnie był najlepiej punktującym graczem ligi WHL w fazie play-off jako strzelec, asystujący i w punktacji kanadyjskiej. W lidze National Hockey League zadebiutował 5 października 2001 w meczu z Dallas Stars. W sezonie NHL (2001/2002) ustanowił rekord klubu z Nashville pod względem liczby zdobytych punktów przez zawodnika debiutującego w NHL (33). Kolejny sezon rozegrał jednak głównie na zapleczu NHL w afiliacyjnym klubie Milwaukee Admirals w rozgrywkach AHL. Sezon NHL (2003/2004) był już dla niego bardziej udany - zakończył go z dorobkiem 49 punktów, zdobywając 16 goli i zaliczając 33 asysty. Podczas lokautu w sezonie NHL (2004/2005) grał w swoim macierzystym klubie PSG Zlín i po raz drugi w karierze zdobył wicemistrzostwo Czech. Po sezonie NHL (2007/2008) podpisał nowy, siedmioletni kontrakt z Nashville Predators, opiewający na kwotę ponad 31 milionów dolarów. 3 kwietnia 2013 w drodze wymiany został hokeistą Washington Capitals (w drugą stronę powędrował Szwed Filip Forsberg). Od marca 2014 zawodnik Washington Capitals (w toku wymiany zawodników między klubami, m.in. za jego rodaka Rostislava Kleslę). Od września 2015 zawodnik rosyjskiego klubu Awangard Omsk. Od maja 2016 zawodnik Komety Brno. W maju 2019 ogłosił zakończenie kariery zawodniczej. Mimo tego w sezonie 2019/2010 nadał występował w Komecie, a w czerwcu 2020 ogłoszono ponownie zakończenie jego kariery.

## Kariera reprezentacyjna
Uczestniczył w turniejach mistrzostw świata w 2006, 2008, 2012, 2015 oraz zimowych igrzysk olimpijskich 2006, 2010, 2014, 2018 (podczas turnieju ZIO 2018 był kapitanem kadry).

## Sukcesy

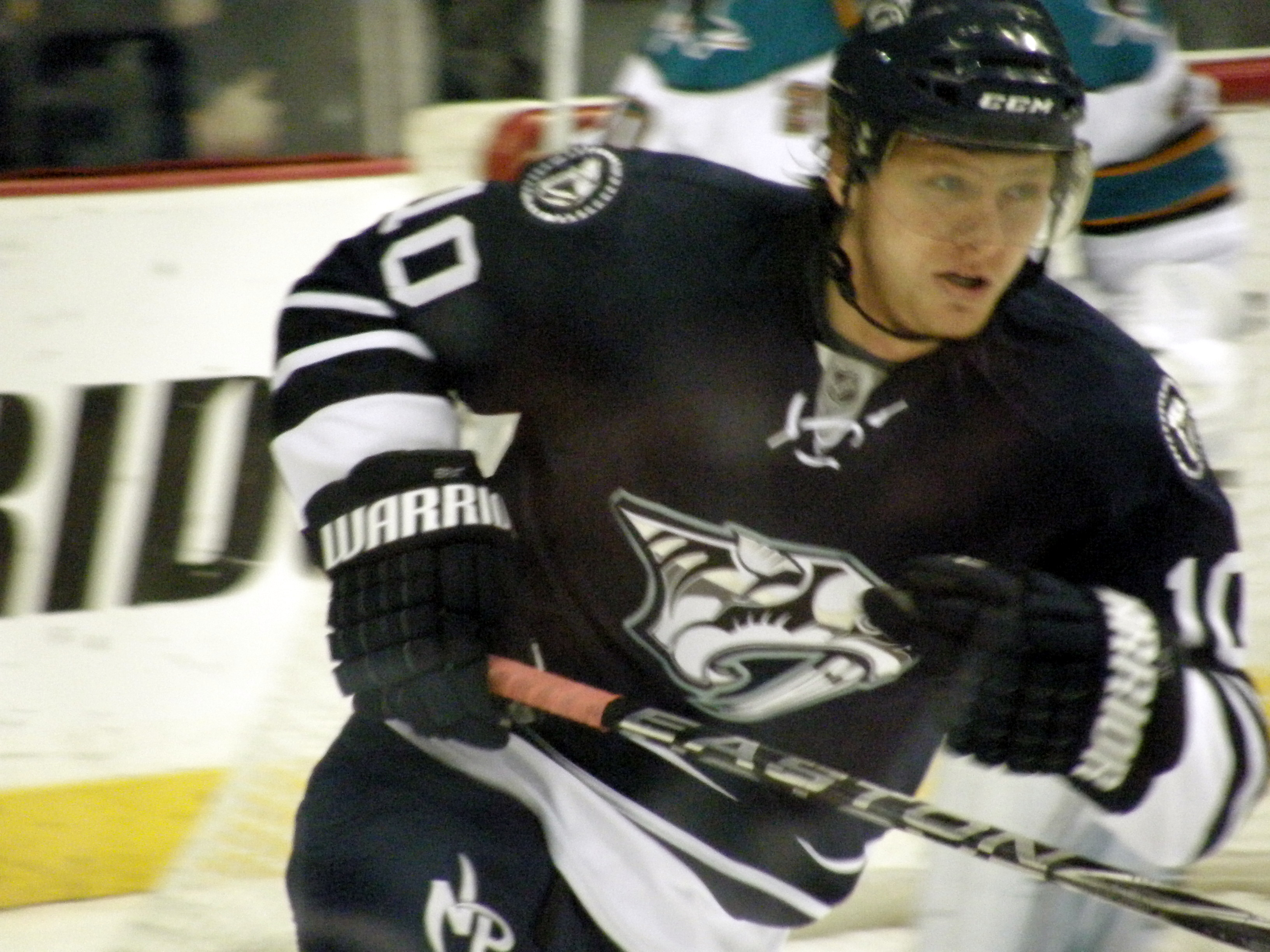
Martin Erat w barwach Nashville Predators (2010)

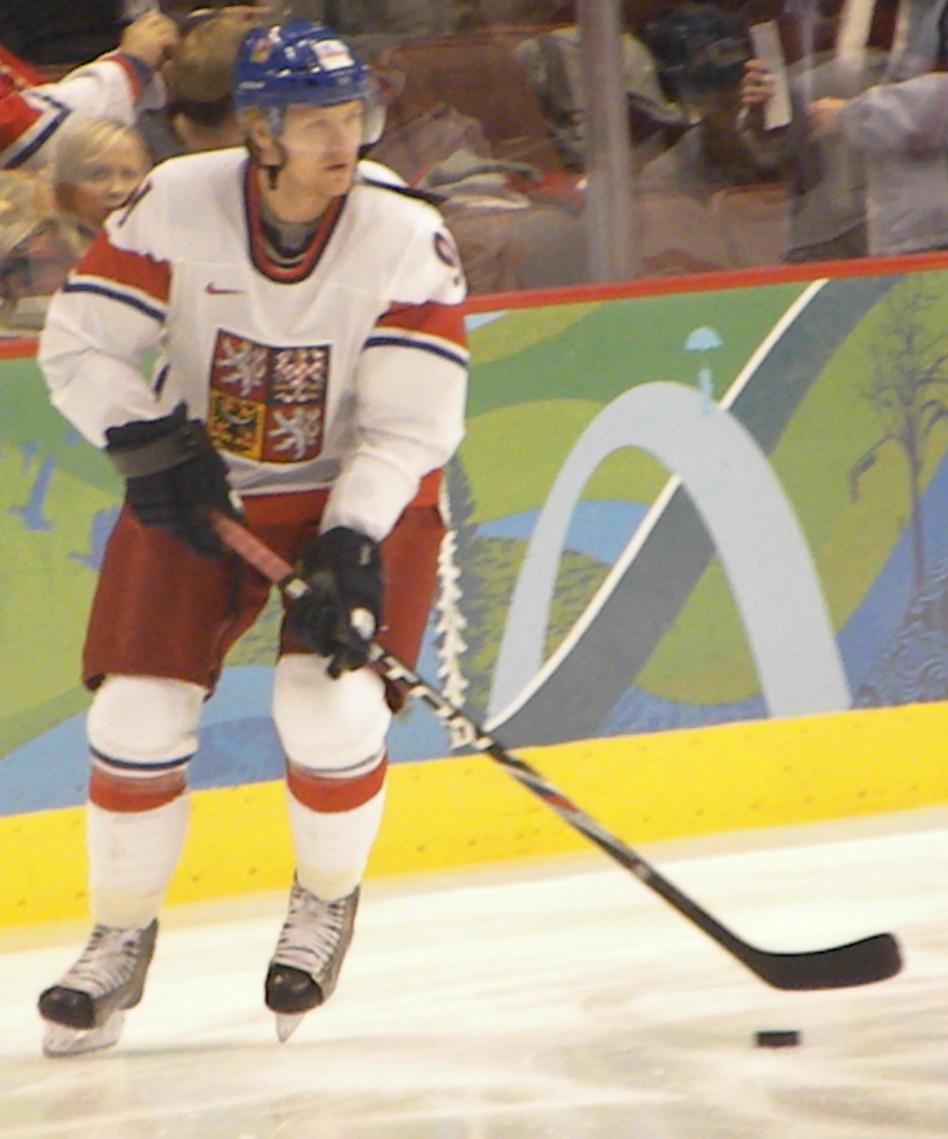
Martin Erat na ZIO 2010

Reprezentacyjne
- Złoty medal mistrzostw świata juniorów do lat 20: 2001
- Brązowy medal igrzysk olimpijskich: 2006
- Srebrny medal mistrzostw świata: 2006
- Brązowy medal mistrzostw świata: 2012

Klubowe
- Srebrny medal mistrzostw Czech: 1999, 2005 z HC / PSG Zlín
- Scotty Munro Memorial Trophy: 2001 z Red Deer Rebels
- Ed Chynoweth Cup - mistrzostwo WHL: 2001 z Red Deer Rebels
- Memorial Cup - mistrzostwo CHL: 2001 z Red Deer Rebels
- Złoty medal mistrzostw Czech: 2017 z Kometą Brno

Indywidualne
- WHL 2000/2001:
  - Pierwsze miejsce w klasyfikacji strzelców w fazie play-off: 15 goli
  - Pierwsze miejsce w klasyfikacji asystentów w fazie play-off: 21 asyst
  - Pierwsze miejsce w klasyfikacji kanadyjskiej w fazie play-off: 36 punktów
- Ekstraliga czeska 2004/2005:
  - Pierwsze miejsce w klasyfikacji strzelców w fazie play-off: 7 goli